# Haval H4
Der Haval H4 ist ein Sport Utility Vehicle der zum chinesischen Automobilhersteller Great Wall Motor gehörenden Marke Haval.

## Geschichte
Das Fahrzeug debütierte im November 2017 auf der Guangzhou Auto Show als „Red Label“-Version und wurde ab März 2018 in China verkauft. Positioniert war das SUV zwischen dem Haval H2 und dem Haval H6. Neben der „Red Label“-Variante gab es den Haval H4 auch in einer „Blue Label“-Version mit einem kleineren Kühlergrill.

## Technische Daten
Den Antrieb übernahm zum Marktstart in beiden Versionen entweder ein 102 kW (139 PS) starker 1,3-Liter-Ottomotor oder ein 124 kW (169 PS) starker 1,5-Liter-Ottomotor.
|                                             | 1.3                            | 1.5                              | 1.5                            |
| Bauzeitraum                                 | 03/2018–11/2018                | 10/2019–12/2020                  | 03/2018–12/2020                |
| Motorkenndaten                              |                                |                                  |                                |
| Motortyp                                    | R4-Ottomotor                   | R4-Ottomotor                     | R4-Ottomotor                   |
| Hubraum                                     |                                | 1499 cm³                         | 1499 cm³                       |
| max. Leistung bei min−1                     | 102 kW (139 PS) / 5200–5600    | 110 kW (150 PS) / 5600–6000      | 124 kW (169 PS) / 5000–5600    |
| max. Drehmoment bei min−1                   | 235 Nm / 1400–3500             | 210 Nm / 1800–4400               | 285 Nm / 1400–3000             |
| Kraftübertragung                            |                                |                                  |                                |
| Antrieb                                     | Vorderradantrieb               | Vorderradantrieb                 | Vorderradantrieb               |
| Getriebe, serienmäßig                       | 7-Gang-Doppelkupplungsgetriebe | 6-Gang-Schaltgetriebe            | 7-Gang-Doppelkupplungsgetriebe |
| Getriebe, optional                          | —                              | [7-Gang-Doppelkupplungsgetriebe] | —                              |
| Messwerte                                   |                                |                                  |                                |
| Höchstgeschwindigkeit                       | 180 km/h                       | k. A.                            | 180 km/h                       |
| Beschleunigung, 0–100 km/h                  | k. A.                          | k. A.                            | 10,5 s                         |
| Kraftstoffverbrauch auf 100 km (kombiniert) | 6,5 l Super                    | 7,1 l Super [6,9 l Super]        | 6,8 l Super                    |
| Tankinhalt                                  | 57 l                           | 55 l                             | 57 l                           |